# Le Pas-Saint-l'Homer
Le Pas-Saint-l'Homer [l'pa sein lomer] je francouzská obec v departementu Orne v regionu Normandie, asi 40 km západně od Chartres. Žije zde 128 obyvatel.

## Geografie
Obec leží na jihovýchodě departementu Orne u jeho hranic s departementem Eure-et-Loir, tedy i u hranic regionu Normandie s regionem Centre-Val de Loire.

### Sousední obce
| Růžice kompasu |                     | Les Menus            |                               | Růžice kompasu |
| Růžice kompasu | Moutiers-au-Perche  | Sever                | Fontaine-Simon (Eure-et-Loir) | Růžice kompasu |
| Růžice kompasu | Moutiers-au-Perche  | Le Pas-Saint-l'Homer | Fontaine-Simon (Eure-et-Loir) | Růžice kompasu |
| Růžice kompasu | Moutiers-au-Perche  | Jih                  | Fontaine-Simon (Eure-et-Loir) | Růžice kompasu |
| Růžice kompasu | La Madeleine-Bouvet | Bretoncelles         | Meaucé (Eure-et-Loir)         | Růžice kompasu |

## Pamětihodnosti
- Kostel Saint-l'Homer, původně románská kamenná stavba s hranolovou věží v průčelí, později upravovaná.